# Pyrazol
Pyrazol ist ein fünfgliedriger Heterocyclus aus drei Kohlenstoff- und zwei benachbarten Stickstoffatomen. Es ist die Stammverbindung der Pyrazole. 1H-Pyrazol ist ein Strukturisomer des Imidazols und ähnelt diesem in den chemischen Eigenschaften. Sein vollständig gesättigtes Analogon ist das Pyrazolidin. 1H-Pyrazol ist ein Heteroaromat, die 3H- und 4H-Isomere sind nicht aromatisch.

## Darstellung
Die am häufigsten angewandte Methode zur Synthese von Pyrazolverbindungen ist die Cyclisierung von 1,3-Diketonen mit Hydrazinderivaten. Verdienste um die Forschung auf diesem Gebiet erwarben im 19. Jahrhundert der Nobelpreisträger Eduard Buchner und der Chemiker Ludwig Knorr. Daneben gibt es alternative Synthesevarianten.

## Eigenschaften
Pyrazol ist eine schwache Base (pKb: 11,5), die pyridinartig riecht. Bei Raumtemperatur bildet es farblose Kristalle, die bei 70 °C schmelzen. Gegen Säuren, Oxidations- und Reduktionsmittel ist Pyrazol relativ beständig.

## Verwendung
Verschiedene Derivate des Pyrazols haben gewisse Bedeutung in der Medizin, in der Landwirtschaft sowie als Farbstoffe.